# ホーネット (CV-12)
ホーネット（USS Hornet, CV/CVA/CVS-12）は、アメリカ海軍の航空母艦。エセックス級航空母艦としては7番目に就役した。アメリカ海軍においてホーネットの名を受け継いだ艦としては8隻目にあたる。
「The Grey Ghost」の愛称で呼ばれた。この由来については、同型艦の「レキシントン」に付けられた「The Blue Ghost」との対比という説がある。

## 艦歴

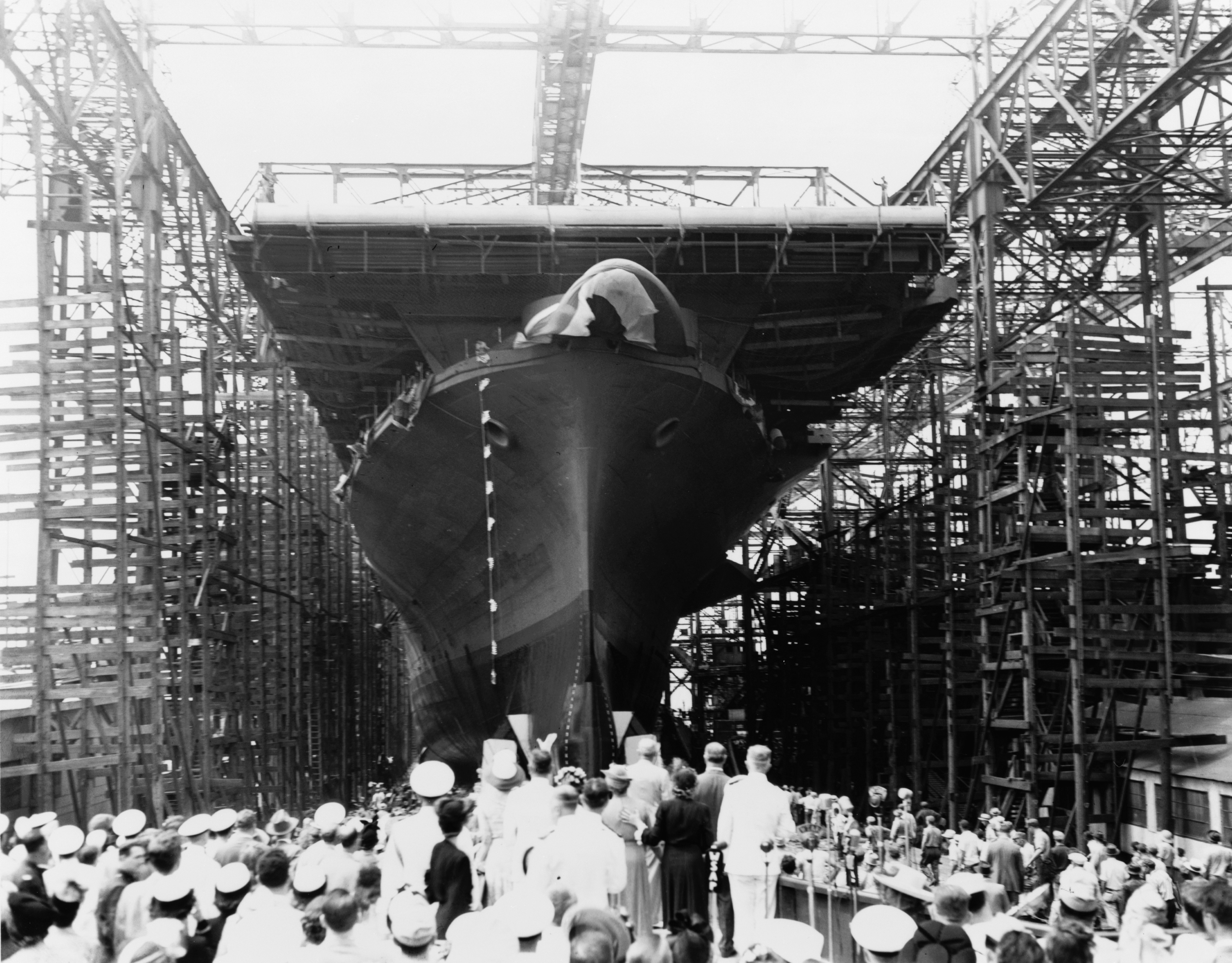
「ホーネット」の進水式

「ホーネット」は当初「キアサージ」という艦名で1940年9月9日に建造契約が行われた。1942年8月3日にバージニア州ニューポートニューズのニューポート・ニューズ造船所で起工。1942年10月26日に空母「ホーネット (CV-8)」が南太平洋海戦で沈められ、「キアサージ」は「ホーネット」と改名された。1943年8月30日に進水し、1943年11月29日に初代艦長マイルズ・M・ブラウニング大佐の指揮下で就役した。

### 第二次世界大戦

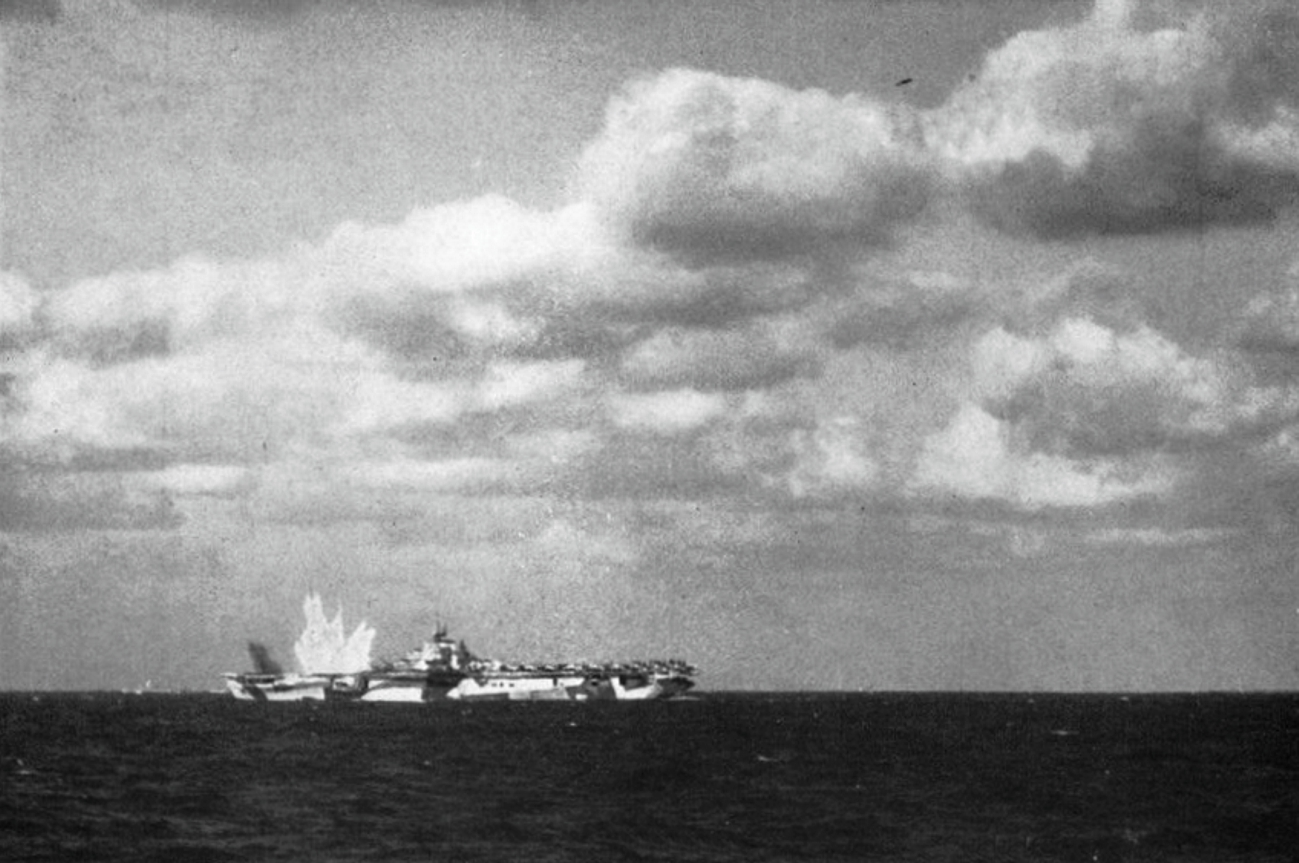
日本軍機の攻撃を受ける(1945年3月19日)

「ホーネット」はバミューダでの整調航海を行った後、2月14日にノーフォークより出航してマジュロ環礁へ向かい、高速空母任務部隊に加わった。ニューギニア侵攻戦の航空支援を行った後、カロリン諸島の日本軍基地への大規模な航空攻撃を行い、その後マリアナ諸島攻略への準備を行う。
6月11日に「ホーネット」はテニアンとサイパンへの攻撃を行う。翌12日にはグアムおよびロタ島への爆撃を行った。6月15、16日にはサイパン攻略支援のため硫黄島及び父島の日本軍基地への攻撃を行った。6月18日午後、日本海軍の第一機動部隊を迎え撃つための高速空母機動部隊に加わり、フィリピン海を通りサイパンへ向かう。マリアナ沖海戦は翌19日に始まり、「ホーネット」の艦載機は日本の空母艦載機が到来する前に地上基地の航空機をできる限り破壊するための攻撃を行った。
日本軍は四波に分かれてアメリカ軍空母に接近したが、そのパイロットは若く経験不足であった。対するアメリカ空母艦載機のパイロットはベテランが揃い、その違いが両者の優劣を決した。日本機はほとんどが撃墜され、後に「マリアナの七面鳥撃ち（The Marianas Turkey Shoot）」と語られた。日本の第一機動部隊は空母「飛鷹」を失い、2隻の油槽船を破壊された。小沢治三郎中将の6月20日の戦闘日誌では、430機の航空兵力の内35機のみが運用可能であったとされる。
「ホーネット」はマーシャル諸島のエニウェトク環礁を起点にグアムから小笠原諸島までの日本軍に対する攻撃を行い、次にパラオ、フィリピン海域、沖縄および台湾への攻撃を行った。「ホーネット」艦載機は10月20日のレイテ島攻略戦で直接の支援を行った。レイテ沖海戦において、「ホーネット」はサマール沖で日本海軍への攻撃を行い、敵艦隊にシブヤン海経由でボルネオへの撤退を行わせた。
続く数か月に渡って、「ホーネット」はフィリピン海域で敵艦及び地上基地への攻撃を行った。12月30日に「ホーネット」はウルシー泊地を出港し、台湾及び澎湖諸島空襲を行う。1945年1月3日には高雄沖にて、レイテ島への軍隊輸送・揚陸を成功させ帰路についていた日本陸軍船舶部隊のドック型揚陸艦（陸軍特殊船）船団を攻撃。「神州丸」を大破・炎上させた（のち放棄され漂流中に潜水艦「アスプロ」の雷撃を受け沈没）。ウルシー泊地への帰還途中、「ホーネット」艦載機は22日に沖縄の写真偵察を行っている。
2月10日に再びウルシー泊地を出港、東京に対する大規模な攻撃を行った後、2月19日と20日の両日、硫黄島上陸部隊の支援攻撃を行っている。
関東地区の工業地帯および沖縄に対する激しい攻撃は継続された。4月1日に「ホーネット」艦載機は沖縄上陸への直接支援を行う。4月6日に戦艦「大和」に対する攻撃を他の艦載機と共同で行い、これを撃沈している。続く二ヶ月にわたって「ホーネット」は沖縄上陸部隊への直接支援攻撃と、日本の生産力を奪うため工業地帯への攻撃を継続した。
6月4日、5日に台風の被害を受け、「ホーネット」は飛行甲板前方が約25フィートにわたり圧壊する損傷を負った。
同型艦「ベニントン」も同様の被害を被っている。その後「ホーネット」はフィリピン経由でサンフランシスコに帰還し、1945年7月7日に到着した。オーバーホールは9月13日に完了し、復員兵輸送のマジック・カーペット作戦に参加のためマリアナ諸島とハワイに向けて出航した。1946年2月9日にサンフランシスコに帰港、1947年1月15日に退役し太平洋予備役艦隊入りする、
「ホーネット」は第二次世界大戦中の戦功で7つの従軍星章を受章、殊勲部隊章を与えられる9隻の空母のうちの一隻であった。
また、日本近海で長期間行動し59回もの日本軍の攻撃にさらされたものの、一度も被弾することはなかった。

### 戦後

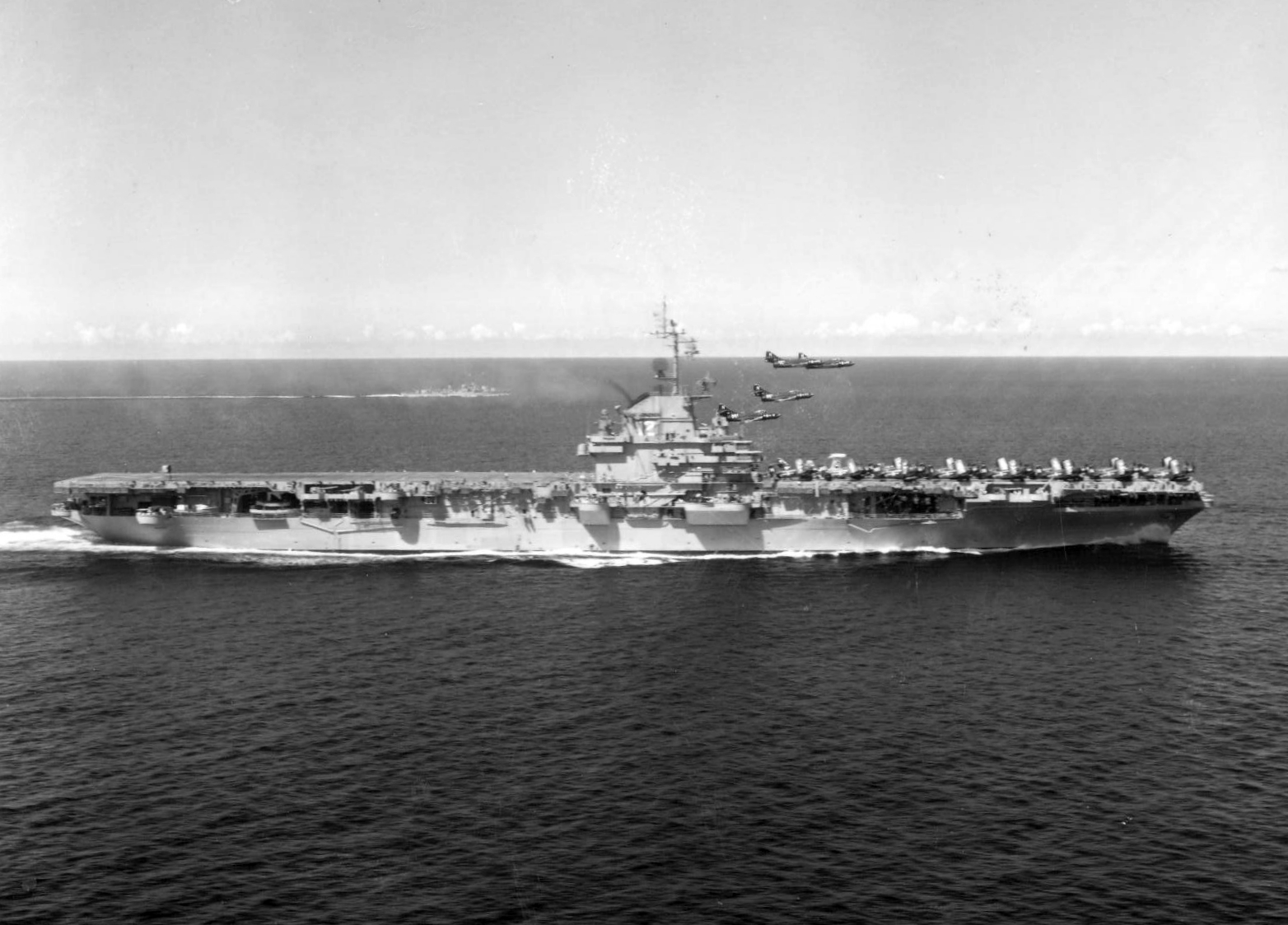
SCB-27A改装後の艦影(1954年)

「ホーネット」は1951年3月20日に再就役し、ニューヨーク海軍造船所へ向けてサンフランシスコを出港、5月12日に解役され攻撃航空母艦（CVA-12）へ艦種変更される。ジェット機に対応するためにSCB-27A改装工事を受け、1953年9月11日にホーネットは攻撃空母として再就役した。「ホーネット」はカリブ海で訓練を行うためノーフォークを1954年5月11日に出港、8ヶ月間の航海に入る。
地中海とインド洋での作戦行動の後、「ホーネット」は南シナ海で第七艦隊に加わり1954年7月22日に発生したキャセイ・パシフィック航空機撃墜事件の生存者捜索を行った。7月25日、「ホーネット」の艦載機は空母「フィリピン・シー」の艦載機と共に、中国人民解放軍の戦闘機2機を撃墜している。緊張緩和の後、「ホーネット」は1954年12月12日にサンフランシスコに帰還し、サンディエゴで訓練を行った後、1955年5月4日に出港し極東で再び第7艦隊に加わる。

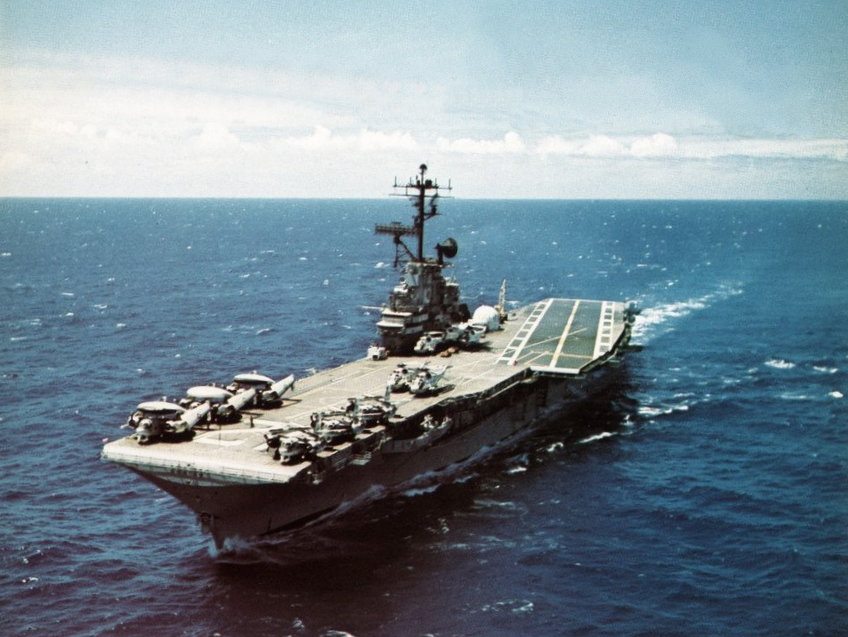
SCB-125改装後の艦影(1969年7月)

「ホーネット」は北ベトナムから南ベトナムに避難する人々を支援し、第7艦隊と共に訓練を行った。1955年12月10日にサンディエゴに帰港。翌月ピュージェット・サウンド海軍工廠に入り、艦首のハリケーン・バウ化、同時発着艦を可能とするアングルド・デッキ追加などを含むSCB-125改装を受けた。
近代化オーバーホールが完了すると、「ホーネット」はカリフォルニア沿岸で作戦行動に入る。1957年1月21日にサンディエゴを出港し、7月25日まで第7艦隊に所属し極東で活動した。
1958年1月6日から7月2日まで同様の巡航を行った後、「ホーネット」は対潜水艦作戦支援空母（CVS-12）に艦種変更される。8月に転換改修のため再びピュージェット・サウンド海軍工廠に入った。1959年4月3日にロングビーチを出港。第7艦隊に合流し日本本土から沖縄、フィリピンにかけて対潜水艦戦戦術演習を行い、10月に本国に帰還、西海岸での演習を行う。
翌1960年から「ホーネット」は第7艦隊に配属され、南ベトナム沖から日本本土、沖縄、フィリピンにかけて定期的な航海を行った。1966年8月25日、アポロ計画の無人宇宙船回収作業を行う。宇宙船は93分間で地球の四分の三を飛行し、ウェーキ島付近に着水した。月への有人飛行を目指したアポロ宇宙カプセルは大気圏再突入時の熱で焦がされた状態で「ホーネット」に回収された。「ホーネット」は9月8日にロングビーチに帰還するが、1967年3月27日に再び極東へ向けて出航する。約一ヶ月後に日本に到着。日本海における海上自衛隊との共同演習中の5月10日と11日にソ連海軍の駆逐艦に異常接近され、駆逐艦「ウォーカー」が阻止しようとして衝突した。
5月19日に佐世保に入港した。その後1967年の夏のほとんどをベトナム海域での作戦活動で過ごす。主に対潜哨戒と海上救難の後方支援に使用された。
1969年に「ホーネット」は再びアポロ計画に参加し、7月には人類初の有人月面着陸を果たしたアポロ11号の乗組員と司令船を、12月には12号の乗組員と司令船を回収している。なお、アポロ11号の回収時には、「ホーネット」の格納庫甲板内において、当時のニクソン大統領が、移動式の隔離室に収容されたアームストロング船長以下計3名の乗組員と対面している。
また、アポロ11号の回収母艦としての任務に付く直前の1969年4月には、日本海上空で発生した北朝鮮空軍戦闘機による米軍の電子戦偵察機EC-121の撃墜事件に伴い、「ホーネット」「タイコンデロガ」、フォレスタル級空母「レンジャー」、原子力空母「エンタープライズ」を中心とする第7艦隊所属の艦艇で編成された特別任務部隊に参加している。
「ホーネット」は1970年6月26日に退役し、1989年7月25日に除籍された。1991年12月4日に国定歴史建造物に指定された。1998年10月17日、カリフォルニア州アラメダで博物館として民間に公開され、1999年にはカリフォルニア州歴史建造物に指定されている。「ホーネット」は国家歴史登録財に#91002065として登録されている。

## ギャラリー

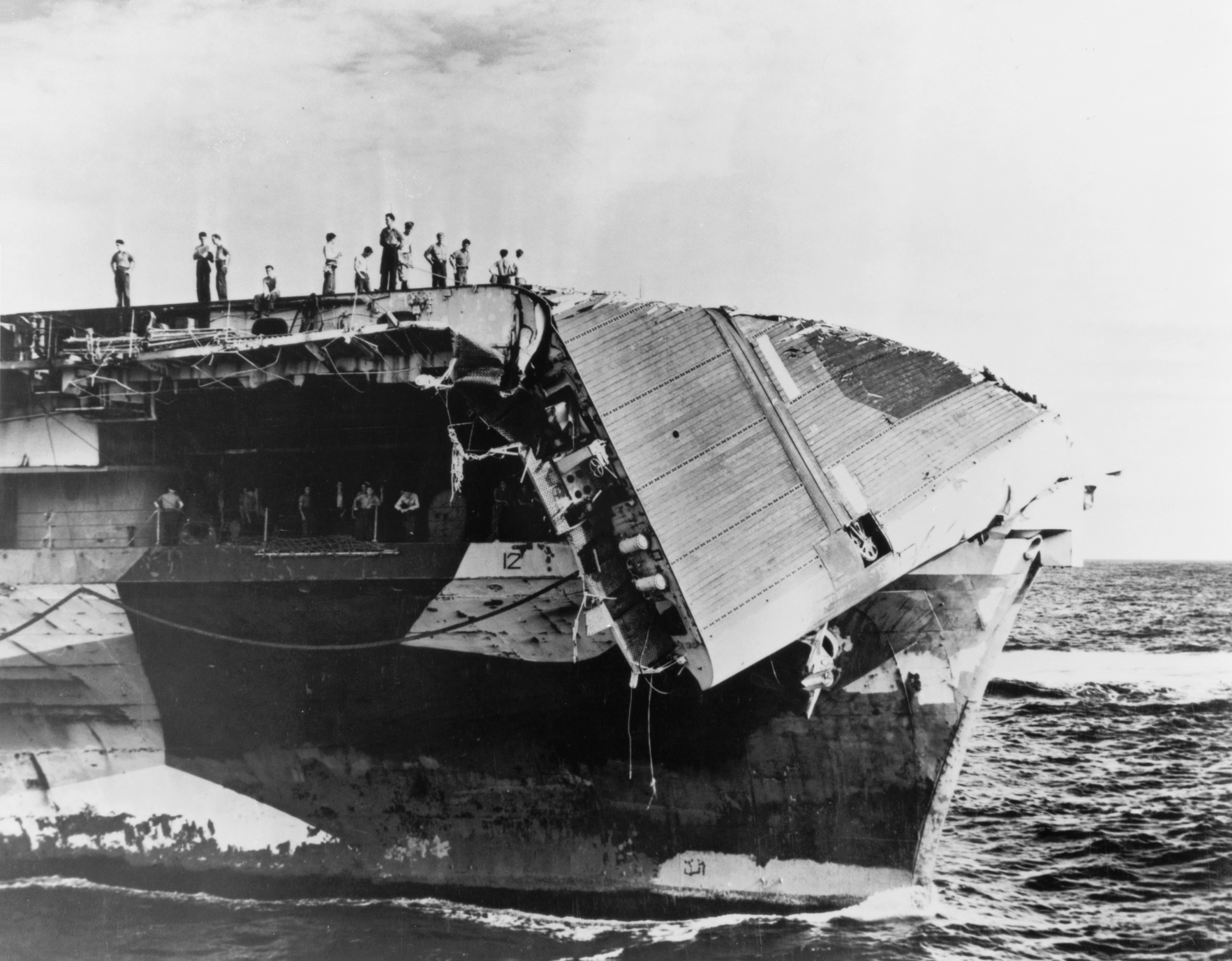
1945年6月3日、台風により船首を損傷
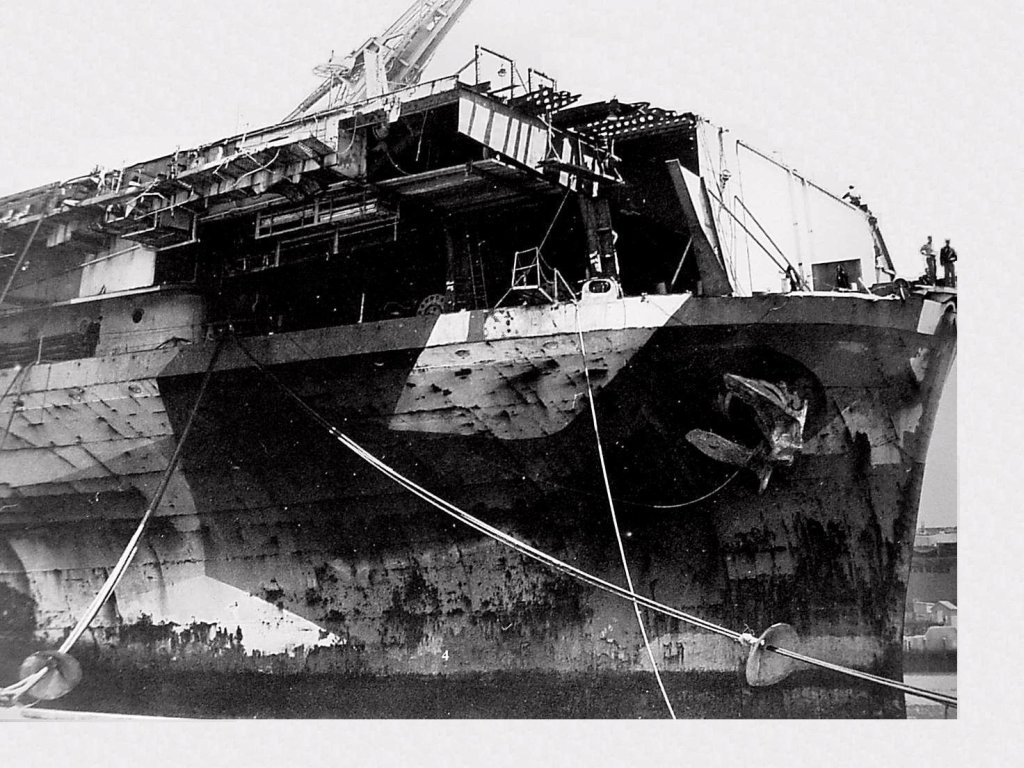
サンフランシスコで修理中（同年7月）
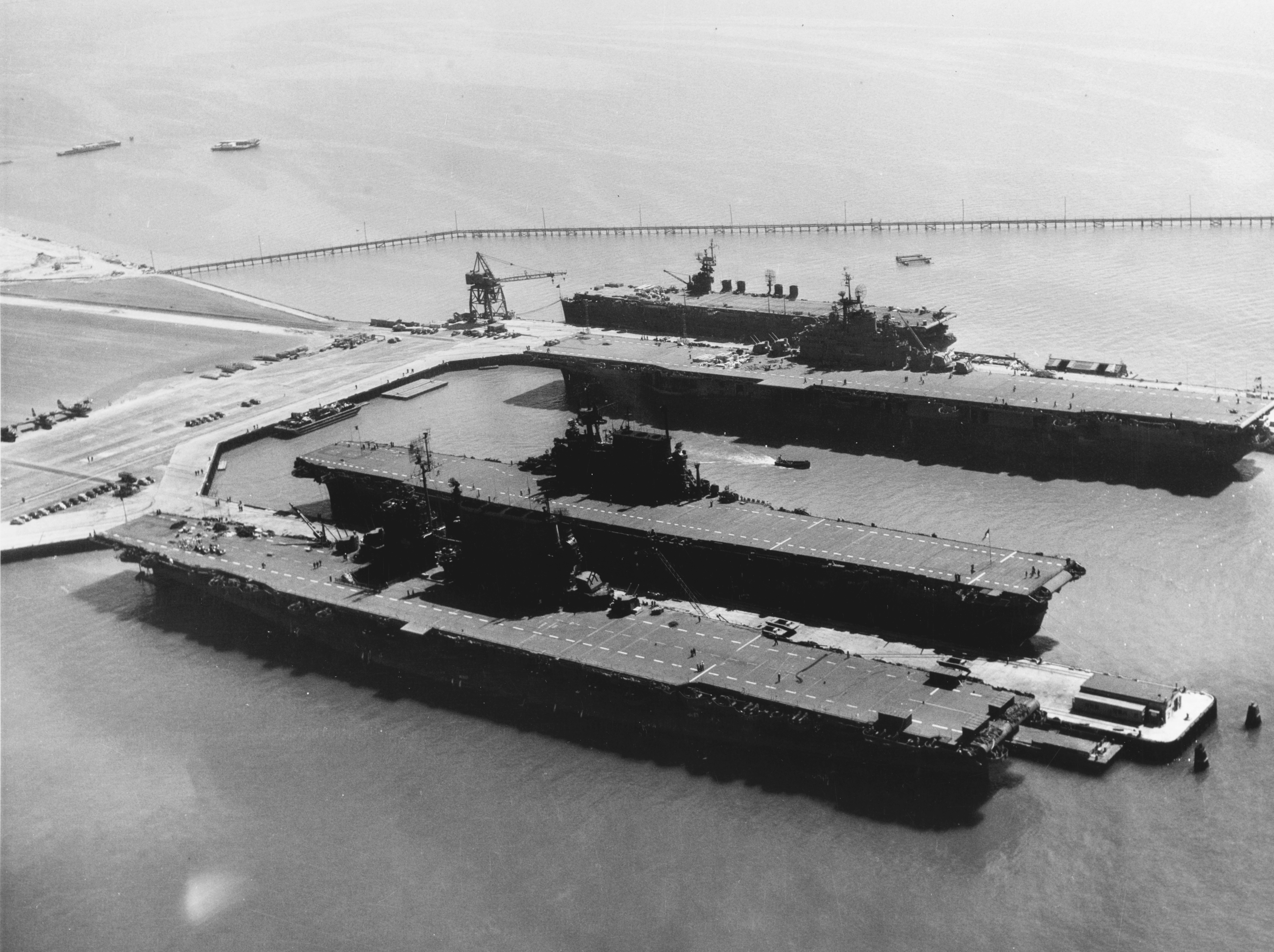
同年9月、「サラトガ」「エンタープライズ」「サン・ジャシント」とともに停泊中
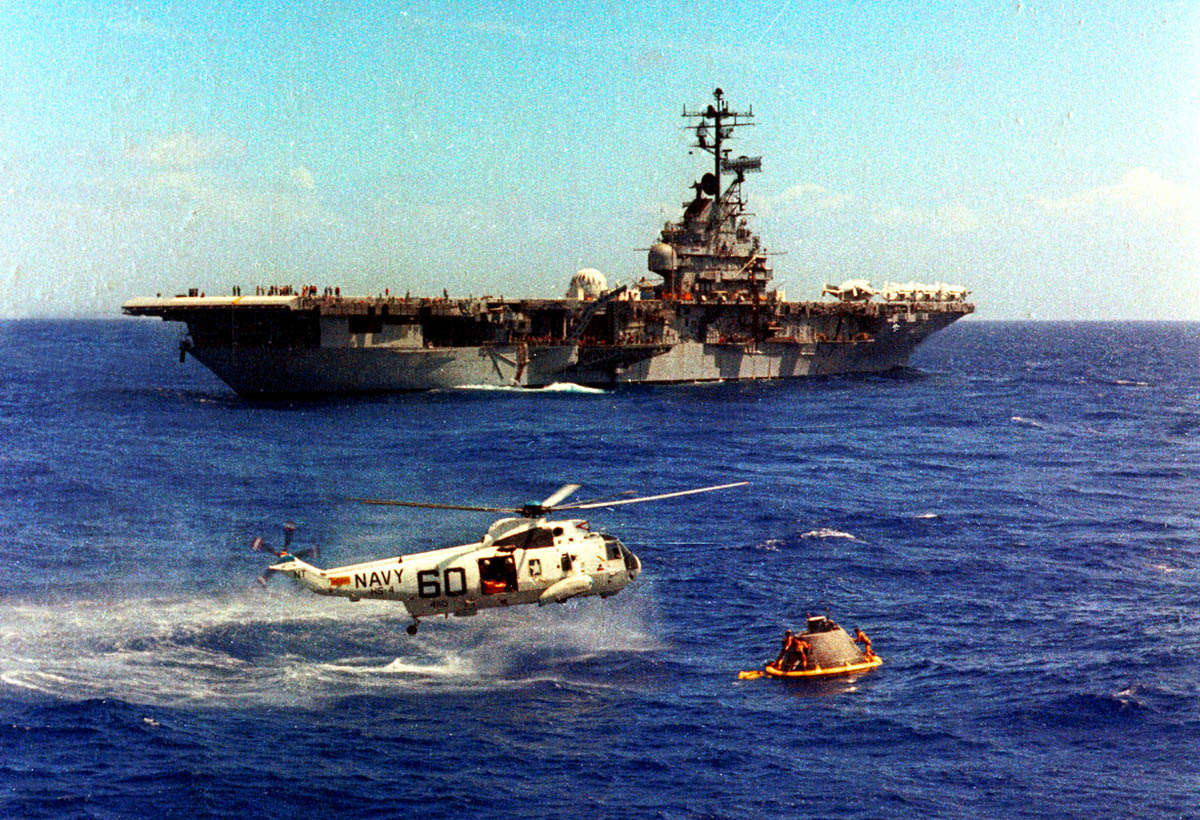
アポロ11号の回収にあたる（1969年7月11日）
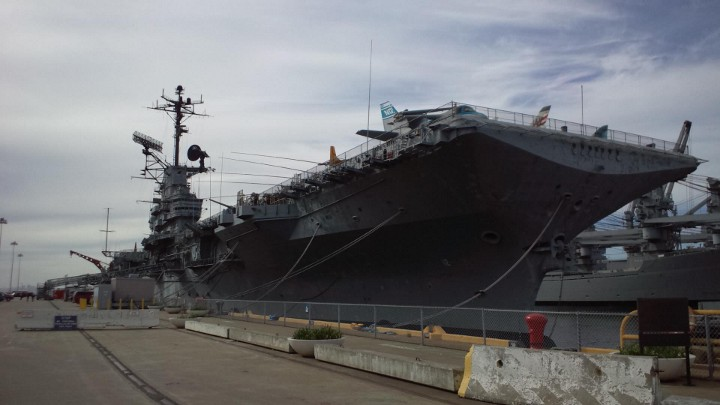
カリフォルニア州アラメダで博物館として公開されている「ホーネット」（2014年3月）

## 登場作品
『トリプルX ネクスト・レベル』
中盤のクライマックスで、クーデターを計画する勢力が拠点として用いる航空母艦として登場。格納庫には装甲車両が多数運び込まれている。
作中の設定ではこの空母はインディペンデンス (CV-62)となっているが、実際はアラメダに係留されているホーネットで撮影されており、艦橋脇にある「12」の艦番号標識が写っているのが確認できる。この作品はその内容上アメリカ軍の協力が得られなかったため、撮影は現役を外れた記念艦であるホーネットで行われ、格納庫に運び込まれていたという設定で登場する戦車や装甲車も撮影用のレプリカ車両である。